# Сонько, Дмитрий Александрович
Дми́трий Алекса́ндрович Сонько́ (род. 8 мая 2001, Зеленогорск, Красноярский край, Россия) — российский профессиональный баскетболист, играющий на позиции лёгкого форварда. Выступает за баскетбольный клуб «Енисей».

## Карьера
В детстве параллельно с баскетболом Сонько занимался плаванием и футболом, но всё же остановился на баскетболе.
Первой спортивной школой Сонько стал СШОР «Красноярск», куда Дмитрий попал благодаря отцу — тот жил в Красноярске и специально для сына искал варианты тренировок по выходным дням. В детской команде, под руководством тренера Александра Лойко, Дмитрий стал лидером и часто получал индивидуальные призы на соревнованиях.
В 2016 году Сонько перешёл в систему баскетбольного клуба «Енисей».
Сезон 2018/2019 Сонько провёл одновременно в составах молодёжной команды и команды ДЮБЛ. В Единой молодёжной лиге ВТБ Дмитрий принял участие в 23 матчах, а его средняя статистика составила 11,3 очка, 4,7 подбора и 1,7 передачи. В ДЮБЛ провёл 24 матча и набирал 20,0 очков, 6,0 подборов, 2,6 передачи и 2,0 перехвата. 
Летом 2019 года Сонько принимал участие в предсезонной подготовке вместе с основной командой, но сезон 2019/2020 провёл в Единой молодёжной лиге ВТБ, где был лидером «Енисея-2». В 34 играх Сонько набирал в среднем 22,4 очка, 4,2 подбора, 1,7 передачи и 1,7 перехвата.
В августе 2020 года Сонько подписал контракт с основной командой «Енисея».
В сезоне 2020/2021 Дмитрий играл одновременно за молодёжную и основную команды красноярского клуба. В составе «Енисея-2» Сонько принял участие в 17 матчах Единой молодёжной лиги ВТБ и набирал 21,8 очка, 7,8 подбора, 3,9 передачи и 2,2 перехвата. В 9 играх Единой лиги ВТБ его статистика составила 1,1 очка, 0,1 подбора и 0,1 перехвата.
В июле 2021 года Сонько продлил контракт с «Енисеем».
В сезоне 2021/2022 Сонько вновь играл одновременно за молодёжную и основную команды красноярского клуба. В составе «Енисея-2» Дмитрий принял участие в 14 матчах Единой молодёжной лиги ВТБ и отметился статистикой в 24,2 очка, 6,2 подбора, 3,9 передачи и 1,4 перехвата. В 8 матчах Единой лиги ВТБ его статистика составила 2,9 очка, 1,1 подбора и 0,3 перехвата.
1 декабря 2021 года, в матче Единой молодёжной лиги ВТБ против «Автодора-2» (102:97 ОТ), Дмитрий Сонько и Дмитрий Иванов набрали 71 очко на двоих и установили новый рекорд турнира по этому показателю. Сонько записал на свой счёт 37 очков, 8 подборов и 7 передач за 41:26 минуты, а Иванов отличился 34 очками и 12 подборами за 43:35 минуты.
В июне 2022 года Сонько подписал новый контракт с «Енисеем».
В июле 2023 года Сонько заключили новое соглашение с «Енисеем».

## Сборная России
В мае 2021 года Сонько принял участие в просмотровом сборе кандидатов в мужскую сборную России (до 20 лет).

## Критика от Владимира Гомельского
10 апреля 2024 года Сонько подвергся публичной критике от комментатора Владимира Гомельского. Комментируя матч «Енисея» и «Пармы», журналист в прямом эфире назвал баскетболиста «полуфабрикатом», который ничего не умеет на площадке.
Заявление Гомельского возмутило фанатов «Енисея», которые поддержали своего игрока хэштегом #СонькоНеПолуфабрикат. Президент клуба Владимир Петроковский потребовал отстранить комментатора от работы на матчах красноярской команды и публично извиниться перед баскетболистом.
Спустя несколько дней стало известно, что Гомельский отстранён от работы. При этом он не стал извиняться перед Сонько, посчитав свои слова о «полуфабрикате» констатацией факта.

## Личная жизнь
С сентября 2023 года женат на Елене Замышевской.